# Van Canto
(Stefan Schmidt)
I Van Canto sono un gruppo musicale tedesco heavy metal a cappella, composto da sei cantanti, di cui una donna, e un batterista. Nel 2006 la band ha pubblicato il suo primo album intitolato A Storm to Come.
Definiscono il loro stile come Hero metal a cappella.

## Storia
Non appena la band fu fondata, venne pubblicato il primo album studio, A Storm to Come, per mezzo di General Schallplatten. Questo disco contiene sette tracce originali più le cover di Stora Rövardansen dal film Ronja Rövardotter e di Battery dei Metallica. Per quest'ultima e per The Mission furono girati dei videoclip e più tardi uscì anche quello per Rain.
In seguito alla dipartita del batterista Dennis Strillinger, il 30 settembre 2007 fu presentato il nuovo batterista Bastian Emig Nel dicembre 2007 firmarono un contratto mondiale con la Gun Records/Sony BMG. Nello stesso mese inoltre vennero chiamati a partecipare al Wacken 2008.
Il 18 luglio 2009 a Loreley partecipano al Magic Circle Festival mentre il mese successivo firmarono un contratto con la Napalm Records, la quale ristampò i primi due album, e il 17 ottobre prendono parte al Metal Female Voices Fest.
A marzo 2010 è uscito il terzo album dal titolo Tribe of Force. I Van Canto nel 2010 parteciparono alla terza giornata del Gods of Metal, al Wacken Open Air e presero parte, assieme ad altri artisti, al concerto celebrativo dei trent'anni di carriera dei Grave Digger.

## Formazione

### Formazione attuale
- Hagen Hirschmann – voce principale (2017)
- Inga Scharf – voce principale (2006)
- Ingo Sterzinger – voce doom a bass (2006-2015, 2017)
- Ross Thompson – voce alta, rakkatakka (2006)
- Stefan Schmidt – voce bassa, rakkatakka e wah-wah (2006)
- Jan Moritz – voce bassa (2015)
- Bastian Emig – batteria (2007)

### Ex componenti
- Dennis Strillinger – batteria (2006-2007)
- Philip Dennis Schunke – voce principale (2006-2017)

## Discografia
- 2006 − A Storm to Come
- 2008 − Hero
- 2010 − Tribe of Force
- 2011 − Break the Silence
- 2014 − Dawn of the Brave
- 2016 – Voices of Fire
- 2018 – Trust in Rust
- 2021 – To the Power of Eight